# マイ・ネーム・イズ・ジョー
『マイ・ネーム・イズ・ジョー』（My Name Is Joe）は、1998年製作のイギリス映画である。ケン・ローチ監督。主演のピーター・マランがカンヌ国際映画祭男優賞を受賞した。

## ストーリー
グラスゴーに住む失業中のジョーは、元アルコール依存症でもあった。友人達とサッカー・チームを作り、なんとか生活を立て直そうとしていた。そんなある日、ソーシャルワーカーのセーラと恋に落ち、幸せな日々を送るが、彼の甥リアムが麻薬がらみの問題を抱えてしまい、ジョーもそれに巻き込まれてゆく。

## キャスト
※括弧内は日本語吹替（VHS版）
- ジョー・カヴァナー - ピーター・マラン（佐々木梅治）
- セーラ・ダウニー - ルイーズ・グッドール（日野由利加）
- リアム - デヴィッド・マッケイ
- シャンクス - ゲイリー・ルイス
- サビーナ - アン＝マリー・ケネディ
- マッゴーワン - デヴィッド・ヘイマン（斎藤志郎）